# 1953 à la télévision
| Années de la télévision : 1950 - 1951 - 1952 - 1953 - 1954 - 1955 - 1956    |
| Décennies de la télévision : 1920 - 1930 - 1940 - 1950 - 1960 - 1970 - 1980 |

Cet article présente les faits marquants de l'année 1953 à la télévision.

## Évènements
- 1er février : Débuts de la télévision japonaise,  avec la naissance de la première chaîne de la télévision japonaise NHK.
- 1er mars : Débuts de la télévision en Suisse avec la naissance de TV DRS Schweizer Fernsehen qui diffuse une heure d'émission cinq soirs par semaine depuis le Studio Bellerive de Zurich.
- 2 juin : Retransmission en direct du couronnement d'Élisabeth II. Première émission expérimentale de télévision en Belgique.
- 19 juillet : premier bulletin météo.
- 15 octobre :  Mise en service de l'émetteur de télévision régionale de la RTF à Strasbourg. Télé Strasbourg diffuse ses premières émissions.
- 31 octobre : Début des émissions régulières de la chaîne de télévision de l'Institut National de Radiodiffusion belge (INR) deux heures par jour, six jours sur sept.

## Émissions
- 27 mars : Première de l'émission Lectures pour tous (émission de télévision) sur RTF Télévision.
- 20 octobre : Première de l'émission La Séquence du spectateur sur RTF Télévision.

## Séries télévisées

### États-Unis
- 13 juin : diffusion du dernier épisode des Cowboy G-Men (en) en syndication
- 9 octobre : diffusion du premier épisode de Topper sur CBS

## Principales naissances
- 12 mars : Nelson Monfort, Animateur de télévision et journaliste sportif français.
- 9 mai : Béatrice Schönberg, journaliste française, présentatrice télévision.
- 14 juillet : Dorothée, animatrice française.
- 9 septembre : Philippe Risoli, animateur français.
- 9 octobre : Tony Shalhoub, acteur américain.
- 14 novembre : Patrick Sébastien, imitateur, humoriste, acteur, chanteur, producteur-animateur français.
- 1er décembre : Antoine de Caunes, présentateur, producteur, humoriste, acteur, scénariste et réalisateur de cinéma français.
- 28 décembre : Bernard Minet, musicien, comédien et chanteur.